# Piscu Corbului
Piscu Corbului – wieś w Rumunii, w okręgu Gałacz, w gminie Nicorești. W 2011 roku liczyła 291 mieszkańców.